# Herb gminy Dmosin
Herb gminy Dmosin – jeden z symboli gminy Dmosin, ustanowiony 19 czerwca 1998.

## Wygląd i symbolika
Herb przedstawia na tarczy dzieloną w słup w polu heraldycznie prawym (niebieskim) znajduje się złoty krzyż łaciński w czarnej obwódce. W polu lewym (czerwonym) czarne skrzydło orle na złotej łapie.
Złoty krzyż jest znakiem uniwersalnym, stawia się go np. w miejscach słynnych bitew. To na terenie gminy miała miejsce bitwa powstańców z łęczyckiego, rawskiego i kaliskiego z przeważającymi siłami Rosjan w roku 1863. Krzyż symbolizuje też jedność, wspólnotę i współistnienie wszystkich mieszkańców gminy. Barwa pierwszego pola również odwołuje się do historii. Pole barwy błękitnej to pochwała wierności i pobożności, to symbol prawości, szerzej rozumianej jako praworządność. Barwa błękitna to również patriotyzm, chwała i zwycięstwo. Symbolizuje także wierność i przywiązanie mieszkańców gminy do tradycji Ziemi Dmosińskiej. Czarne skrzydło z łapą jest godłem herbu szlacheckiego Kopacz. To właśnie w okresie, kiedy ród herbu Kopacz był właścicielem Dmosina, miał on prawa miejskie. Godło to odwołuje się zatem do najwspanialszego okresu w historii Dmosina.